# 対岸の家事
『対岸の家事』（たいがんのかじ）は、朱野帰子による日本の小説。講談社から2018年8月に刊行され、文庫版は、2021年6月に講談社文庫から刊行された。

## 書籍情報
- 朱野帰子『対岸の家事』
  - 単行本：2018年8月30日発売[1]、講談社、ISBN 978-4-06-512200-6
  - 文庫本：2021年6月21日発売[2]、講談社文庫、ISBN 978-4-06-523712-0

## テレビドラマ
『対岸の家事〜これが、私の生きる道!〜』（たいがんのかじ これが わたしのいきるみち）のタイトルで、2025年4月1日から6月3日までTBS系「火曜ドラマ」枠にて放送された。主演は多部未華子。

### キャスト

#### 主要人物
村上詩穂（むらかみ しほ）
演 - 多部未華子（学生時代：早坂美海、幼少期：泉谷月菜）
専業主婦。結婚する前までは美容師として働いていた。
長野礼子（ながの れいこ）
演 - 江口のりこ
仕事と育児を両立しながら働く2児のママ。
中谷達也（なかたに たつや）
演 - ディーン・フジオカ（幼少期：岩本樹起）
厚生労働省に勤務するエリート官僚。育休中。

#### 村上家
村上虎朗（むらかみ とらお）
演 - 一ノ瀬ワタル
詩穂の夫。居酒屋の店長。
村上苺（むらかみ いちご）〈2〉
演 - 永井花奈（0歳時：藤田有唯、山川杏月）
詩穂と虎朗の娘。

#### 長野家
長野量平（ながの りょうへい）
演 - 川西賢志郎
礼子の夫。イベント会社に勤務。家事も育児も礼子に任せっきり。
長野篤正（ながの あつまさ）
演 - 寿昌磨（1歳時：菊地那輝）
礼子と量平の長男。恐竜が好き。
長野星夏（ながの ほしか）〈1〉
演 - 吉玉帆花
礼子と量平の長女。お兄ちゃんと仲良し。

#### 中谷家
中谷樹里（なかたに じゅり）
演 - 島袋寛子
達也の妻。今は海外に単身赴任中。
中谷佳恋（なかたに かれん）
演 - 五十嵐美桜
達也と樹里の娘。

#### 蔦村医院
蔦村晶子（つたむら しょうこ）
演 - 田辺桃子
修司の妻。受付。
蔦村修司（つたむら しゅうじ）
演 - 朝井大智
小児科医。晶子の夫。

#### 礼子の会社「MiNERA」
今井尚記（いまい なおき）
演 - 松本怜生
礼子が所属する総務部の同僚で後輩。
更科美月（さらしな みづき）
演 - 中井友望
礼子が所属する総務部の同僚で今井の後輩。

#### 居酒屋
吉田明（よしだ あきら）
演 - 萩原護
アルバイト。虎朗のよき話し相手。
石原和香（いしはら わか）
演 - 西野凪沙
アルバイト。

#### 坂上家
坂上知美（さかがみ ともみ）
演 - 田中美佐子
詩穂の専業主婦の先輩で、よき理解者。
坂上里美（さかがみ さとみ）
演 - 美村里江（第2話 - 、2歳時：関月七、小学生時：白井那奈、若いころ：山口夏弥）
坂上さんの娘。独身で仕事に邁進するキャリアウーマン。

#### その他
岡田純也（おかだ じゅんや）
演 - 緒形直人
詩穂と距離を置く父。
岡田恵
演 - 紺野まひる（第2話 - ）
詩穂の母親。
白山はるか（しろやま はるか）
演 - 織田梨沙
シングルマザー。

#### ゲスト

##### 第1話
アナウンサー
声 - 渡部峻（TBSアナウンサー）
マンションの5階から3歳の男の子が転落したニュースをテレビで伝える。
ママ友
演 - 夏梅茜、鈴木睦海
よひら野の子育て支援センターに通う礼子のママ友。
エリアマネージャー
演 - 半田浩平
虎朗が働く居酒屋チェーンのエリアマネージャー。
白山理玖
演 - 田中李空（第8話 - 最終話）、浅野向陽（最終話のみ）
はるかの息子。

##### 第2話
上司
演 - もろいくや
礼子のプレゼンを褒める上司。
三島
演 - 八木光太郎
礼子の同期で営業部勤務時代の同僚。
女の子
演 - 篠田実里（第7話）
しながわ水族館に遊びに来ている女の子。
客
演 - 名和龍、中井遼
和香に執拗に絡む居酒屋の客。
理恵
演 - 長野里美（第4話・第5話・第8話・最終話）
達也を虐待していた母親。

##### 第3話
上司
演 - 加賀谷圭（第9話）
礼子の総務部での現在の上司。
社員
演 - 鳥居志歩、萩原りょう
休憩する今井の後ろで礼子の噂話をする営業部の社員。

##### 第4話
蔦村育代
演 - 円城寺あや
修司の母。晶子の義母。
佐藤、鈴木、女性
演 - 稲川実代子、永井利枝、掛川初恵
蔦村医院の常連患者。
同僚
演 - 青山祥子、山口知紗
洗面所で礼子の噂話をする同僚。

##### 第6話
江崎陽子
演 - 片岡礼子
「MiNERA」営業三部 部長。社内で初めて女性管理職になった礼子の憧れの先輩。
瀬川
演 - 橋本淳
中谷の厚生労働省での同僚。
高田
演 - 池田和樹
陽子の部下。
司会
演 - 藤田剛
「MiNERA」の令和7年度キャリアプラン研修の講演会司会。
Wang Jyunyu
演 - 中西哲也（第7話・第8話）
樹里の勤務先「Nova-wave ventures」の部長。赴任先のドバイで親しくしている。
男性
演 - 田島正樹
営業部時代礼子と陽子の商談相手。

##### 第7話
光島
演 - 岡部尚
詩穂と坂上さんが利用しているスーパーの店長。
医師
演 - 森啓一朗
坂上さんを初期の認知症と診断し、薬物療法を勧める。
坂上の夫
演 - 北川コヲ（第4話）

##### 第8話
上司
演 - 安藤広郎
量平の上司。転勤を何とか自宅から通える距離の支社に変えてもらえないかという量平の申し出を拒絶する。

##### 第9話
男性
演 - 坂口進也
バスを待っている男性。ベビーカーを押しているはるかに「このバス混むからね ベビーカー畳まないとダメよ」と告げる。
医師
演 - 田村義晃
理玖を連れたはるかがかかった小児科の医師。
職員
演 - 北川純子
保健センター職員。

### スタッフ
- 原作 - 朱野帰子『対岸の家事』（講談社文庫）[3]
- 脚本 - 青塚美穂、大塚祐希、開真理[3]
- 音楽 - 阪井一生（flumpool）[43]
- 主題歌 - 離婚伝説「紫陽花」（Sony Music Labels）[44][45]
- 演出 - 竹村謙太郎、坂上卓哉、林雅貴[4]
- プロデューサー - 倉貫健二郎、阿部愛沙美[3]
- 編成 - 吉藤芽衣[3]
- 製作 - TBSスパークル、TBS[3]

### 放送日程
| 話数                                                                        | 放送日  | サブタイトル                            | 脚本     | 演出       | 視聴率 |
| --------------------------------------------------------------------------- | ------- | --------------------------------------- | -------- | ---------- | ------ |
| 第1話                                                                       | 4月01日 | 専業主婦は絶滅危惧種…!?                 | 青塚美穂 | 竹村謙太郎 | 6.5%   |
| 第2話                                                                       | 4月08日 | 専業主婦は贅沢…? エリートパパとの出会い | 大塚祐希 | 竹村謙太郎 | 5.0%   |
| 第3話                                                                       | 4月15日 | "肩代わり"で問題解決…??                 | 青塚美穂 | 竹村謙太郎 | 5.6%   |
| 第4話                                                                       | 4月22日 | 持つ者は持たざる者の気は知らず?         | 青塚美穂 | 坂上卓哉   | 6.0%   |
| 第5話                                                                       | 4月29日 | 子供の将来は親の責任…?                  | 青塚美穂 | 林雅貴     | 5.6%   |
| 第6話                                                                       | 5月06日 | "働かない"はダメ?人生の選択肢           | 青塚美穂 | 坂上卓哉   | 6.6%   |
| 第7話                                                                       | 5月13日 | 認知症に…?気付いた家事の意味            | 開真理   | 竹村謙太郎 | 6.3%   |
| 第8話                                                                       | 5月20日 | 気持ちのすれ違いは災いのもと!?          | 青塚美穂 | 林雅貴     | 6.1%   |
| 第9話                                                                       | 5月27日 | 専業主婦、有休いただきます!             | 開真理   | 坂上卓哉   | 5.8%   |
| 最終話                                                                      | 6月03日 | これが、私の生きる道!                   | 青塚美穂 | 竹村謙太郎 | 6.1%   |
| 平均視聴率 6.0%（視聴率はビデオリサーチ調べ、関東地区・世帯・リアルタイム） |         |                                         |          |            |        |

| TBS系 火曜ドラマ                                          | TBS系 火曜ドラマ                                               | TBS系 火曜ドラマ             |
| 前番組                                                    | 番組名                                                         | 次番組                       |
| --------------------------------------------------------- | -------------------------------------------------------------- | ---------------------------- |
| まどか26歳、研修医やってます! （2025年1月14日 - 3月18日） | 対岸の家事 〜これが、私の生きる道!〜 （2025年4月1日 - 6月3日） | 初恋DOGs （2025年7月1日 - ） |